# Пуукохола-Хеиау
Национальный исторический объект Пуукохола-Хеиау (англ. Puʻukoholā Heiau National Historic Site) — культовая гавайская постройка конца XVII века. Национальный исторический объект, расположенный на северо-западном побережье острова Гавайи. Главным объектом являются руины святилища гавайского бога Кукаилимоку, жрецом которого был первый гавайский король Камеамеа I.

## Название
Пуу Кохола Хеиау (гав. Puʻu Кoholā Heiau) переводится с гавайского языка — холм + кит + святилище, то есть «Святилище на Китовом холме».

## История
В 1782 году Камеамеа I объединил северную и западную части острова Гавайи (исторические береговые районы Кона и Кохала), но в течение восьми лет после этого вёл постоянные войны за подчинение других крупных островов архипелага.
В 1790 году он вернулся на остров с Мауи, и на него напал его двоюродный брат Кеоуа Куауула, владевший восточной частью острова Гавайи. Жрец (кауна) по имени Капоукаи посоветовал Камеамеа построить храм в честь бога Ку, его воинствующей разновидности — Кукаилимоку.
Строительство продолжалось менее года. Храм был сложен из красного камня, для транспортировки которого из долины Полоху была построена живая цепь длиной 14 километров. В строительстве принимали участие тысячи людей, им руководил брат короля Келиимаикаи.
В 1790 году корабль Fair American в результате битвы при Олоуалу попал в плен к гавайцам, а весь его экипаж погиб, за исключением Айзека Дэвиса. В то же время британский моряк Джон Янг решил остаться на берегу и не вернулся на свой корабль. Янг и Дэвис стали советниками Камеамеа. Джон Янг построил себе дом около храма, на территории Национального исторического объекта. Янг и Дэвис обучили армию Камеамеа обращению с мушкетами, что сыграло решающую роль в победе последней над объединёнными силами других Гавайских островов в том же году.
Строительство храма было закончено летом 1791 года. Его размеры составляли примерно 75 на 30 метров.
По случаю окончания строительства Камеамеа предложил Кеоуа Куауула приехать к нему и заключить мир. Не вполне понятно, почему Кеоуа Куауула согласился, но, так или иначе, он принял приглашение, и после высадки на берег он и его свита были убиты, и их тела были приняты как жертва при освящении храма.

## Сегодня
На территории находится центр для посетителей, которым управляет Служба национальных парков США. Тропа начинается в центре для посетителей и ведёт к Пуукохоле. Вход для публики запрещён, так как считается, что на этом месте всё ещё находятся захороненные кости. Примерно в 50 метртах к западу от Пуукохолы находятся руины более раннего Майлекини Хейау. Позже Джон Янг превратил его в форт для защиты гавани. Недалеко от берега находится Hale o Kapuni, подводное сооружение, посвящённое акулам. Похаку (каменный столб) отмечает место, где можно было наблюдать за кормлением акул. Через залив находится современная гавань Кавайхэ.
29 декабря 1962 года Пуукохола-Хеиау была объявлена Национальным историческим памятником, а 15 октября 1966 года внесено в Национальный реестр исторических мест США под номером 66000105. В 2000 году название было изменено с соблюдением гавайского правописания.

## Структура
Комплекс состоит из трёх сооружений:
- Святилище — храмовая постройка Пуукохола, каменная платформа и стены.
- Маилекини-Хеиау (Mailekini Heiau) — нижняя постройка, первоначальное назначение достоверно неизвестно, но ещё в правление Камеамеа I он был превращён в крепость.
- Хале-о-Капуни (Hale o Kapuni) — «Акулий храм», который полностью ушёл под воду начиная с 1950-х годов, его назначение также неизвестно.

Доступ публики во внутрь сооружений закрыт, так как они пострадали в результате землетрясения и не восстановлены полностью.
Сохранились также ферма Джона Янга и Пелекане, бывшее место двора Камеамеа, ныне используемое для проведения различных праздников и фестивалей.